# Latvijci
Latvijci, Letonci, Leti ili Lotiši, narod u sjeveroistočnoj Europi s oko 2,27 milijuna pripadnika (2007.), od čega 1,245 milijuna u Latviji, pripadnici baltičke skupine naroda, indoeuropske etnolingvističke porodice. 
Latvijci govore latvijskim jezikom. Po vjeroispovijedi su oko dvije trećine protestanti, a preko jedne četvrtine katolici.
U prošlosti su bili pod znatnim utjecajem finsko-ugarskih i ruskih plemena. Uz poljodjelstvo bave se stočarstvom, pčelarstvom i ribolovom. Naseljavaju mala raštrkana gospodarstva; drvene nastambe. Narodne pripovijetke i pjesme označavaju bogatstvo kulture.

## Povijest
Kad se pleme koje je govorilo finskim jezikom poznato kao Livonci naselilo se među Latvijcima, promijenilo je i ime u "čistači šuma", naziv koji su također koristili srednjovjekovni njemački i teutonski doseljenici za ove narode. Germanski doseljenici su starosjedioce nazivali "Letima" a naciju "Letland", nazvavši svoju koloniju Livonija ili Lifland.[nedostaje izvor]
Latinski oblik, Livonija, postepeno se odnosio na cijeli teritorij današnje Latvije, kao i na južnu Estoniju, koja je potpala pod minimalni germanski utjecaj. Latvijci i Litavci su jedini članovi baltičke grane indoeuropskih jezika.

## Kultura

### Utjecaji
Latvijci dijele zajednički jezik i imaju jedinstvenu kulturu sa tradicijama, praznicima, običajima i umjetnošću. Na kulturu i vjerske tradicije donekle su utjecale germanske, skandinavske i ruske tradicije. Latvijci imaju drevnu kulturu koja je arheološki datirana u 3000. godinu prije nove ere. Latvijci su održavali značajne veze i trgovinu sa svojim susjedima. Prve indikacije o ljudskom stanovništvu na zemljištu moderne Latvije arheološki datiraju iz 9000. p. n. e., što sugerira da su prvi doseljenici bili lovci koji su ostali skoro odmah nakon završetka posljednjeg ledenog doba. Kolonizatori sa juga su brzo stigli, tjerajući mnoge lovce na sjever dok su se polarne ledene kape topile dalje, ili na istok, u današnju Rusiju, Bjelorusiju i Ukrajinu. Rimski povjesničar Tacit spominje "Este", za koje se smatralo da su stanovnici modernih baltičkih zemalja, sugerirajući da su bili mirni i gostoljubivi ljudi. Latvijski narodi su ostali relativno neometani sve dok papinska intervencija preko germanskog teutonskog reda nije kolonizirala Kurlandiju, počevši od prve polovine 13. stoljeća. Papskim dekretima je Teutonskom redu naređeno da širi "Božju riječ" i evanđelje kršćanstva širom "neciviliziranih" "poganih zemalja". Iako su ovi pokušaji kršćanizacije stanovništva propali, a Teutonski red se na kraju preselio na jug, u regiju kasnije poznatu kao Istočna Pruska.
Jugoistočna Latvija (Latgalija), zbog relativno velike etničke ruske populacije, zadržala je veliki ruski utjecaj.

### Jezik
Jezik predaka Latvijaca, latvijski, se pojavio kao poseban jezik u 16. stoljeću. Dio je posebne lingvističke grane indoeuropskih jezika i  baltičkih jezika.
Još jedan značajan jezik Latvije je skoro izumrli livonski jezik baltičko-finske podgrane uralske jezičke obitelji, koji uživa zakonsku zaštitu. Latgalski jezik (dijalekt latvijskog) je također zaštićen latvijskim zakonom kao povijesna varijanta latvijskog jezika.